# Pseudotylosurus angusticeps
Pseudotylosurus angusticeps är en fiskart som först beskrevs av Günther, 1866.  Pseudotylosurus angusticeps ingår i släktet Pseudotylosurus och familjen näbbgäddefiskar. Inga underarter finns listade i Catalogue of Life.